# Niara
NIARA é um projeto musical formado pelo produtor musical Nuno Tavares e o compositor Francisco Gil. Em 2018 lançaram o seu primeiro trabalho, "Não Esqueço", em colaboração com a cantora Pabllo Vittar.  A canção assumiu o topo da lista "Viral" do Spotify em Junho de 2018.